# Thomas Berthereau
Thomas Berthereau est un juriste et homme politique français né le 22 novembre 1733 à Coulommiers (Seine-et-Marne) et mort le 22 septembre 1817 à Paris.

## Biographie
Thomas Berthereau est le fils de Nicolas Berthereau, procureur au bailliage et échevin de Coulommiers, et de Marguerite François de La Martinière. Une de ses sœurs, Marie Jeanne Hubert Henriette Berthereau, épouse Thomas-Joseph Desescoutes, l'autre Nicolas Timoléon Maréchal.
Après ses études à Paris, il acquiert une charge de procureur au Châtelet en 1763 et devient membre du conseil de l'ordre pour la communauté des Jeunes. Il est élu député du tiers état aux États généraux de 1789, par la ville de Paris, le 16 mars 1789. Il est à plusieurs occasions désigné pour les députations de l'assemblée envoyées auprès du roi Louis XVI. Il est quelque peu inquiété durant la Terreur.
Il est ensuite juge au tribunal de première instance de Paris en 1794, puis président du tribunal civil de la Seine en 1800. Il fait partie de la commission chargée de rédiger le code de procédure civile sous le Premier Empire. Il prend sa retraite de président de tribunal en 1811. 
Il est fait chevalier d'Empire en 1808 et officier de la Légion d'honneur le 11 janvier 1811.

## Publications
- Histoire de France, depuis l'établissement de la monarchie (420-1837) (1837)
- Corps législatif. Conseil des Anciens. Opinion de Berthereau sur la résolution du 14 floréal relative aux messageries. Séance du 18 thermidor an V (1796)

## Pour approfondir